# Quận Cumberland, Virginia
Quận Cumberland là một quận thuộc tiểu bang Virginia, Hoa Kỳ.
Quận này được đặt tên theo William Augustus, Công tước của Cumberland, con trai thứ nhì của vua George II của Đại Anh. Theo điều tra dân số của Cục điều tra dân số Hoa Kỳ năm 2000, quận có dân số 9017 người. Quận lỵ đóng ở Cumberland6.

## Địa lý
Theo Cục điều tra dân số Hoa Kỳ, quận có diện tích 300 dặm vuông Anh (777,0 km2), trong đó có 1 dặm vuông Anh (2,6 km2) là diện tích mặt nước.

### Quận giáp ranh
- Quận Goochland - đông bắc
- Quận Powhatan - đông
- Quận Amelia - đông nam
- Quận Prince Edward - nam
- Quận Buckingham - tây
- Quận Fluvanna - tây bắc